# Hatchards

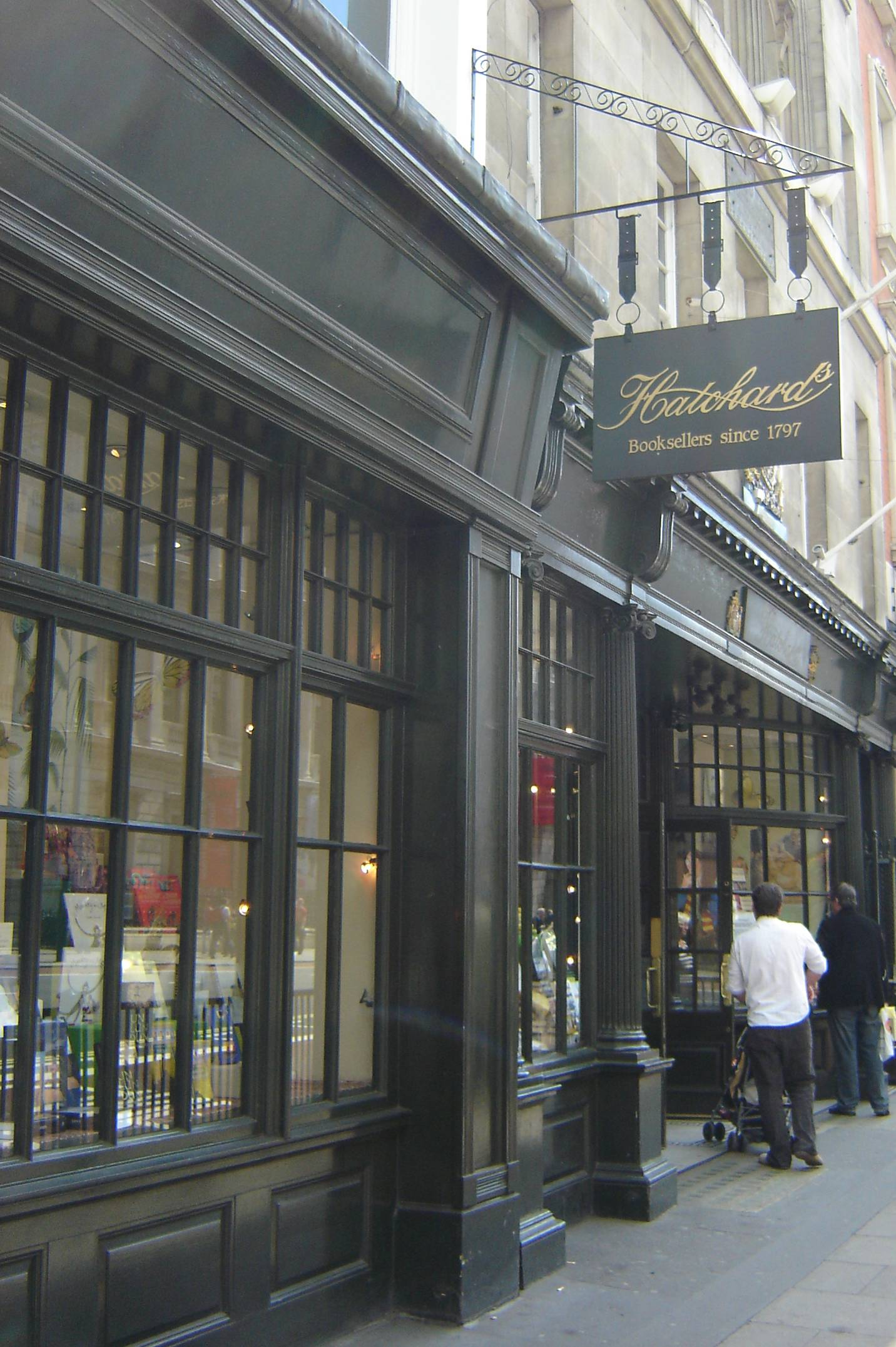
Hatchards (2007)

Hatchards ist die älteste Buchhandlung Londons und nach der Buchhandlung der Cambridge University Press die zweitälteste des Vereinigten Königreiches.
Hatchards wurde 1797 von John Hatchard auf der Straße Piccadilly im Stadtbezirk City of Westminster gegründet. Die Buchhandlung begann die Geschäfte mit einer Buchsammlung von Simon Vandenbergh. Schon bald wurde Hatchards Hoflieferant des britischen Königshauses (drei Royal Warrants). Seit den 1990er Jahren gehört sie dem Filial-Buchhändler Waterstones. 2006 wurde Mowbray's Religious Booksellers von Hatchards übernommen.
Viele bekannte Autoren und andere Persönlichkeiten hielten Lesungen oder Autogrammstunden in der Filiale: Hilary Mantel, Joanne K. Rowling, David Attenborough, Alexander McCall Smith, Peter Mandelson, Peter Ackroyd, Howard Jacobson, Michael Palin, Stephen Fry, Margaret Thatcher, Joanne Harris und Sebastian Faulks. Jährlich zu Weihnachten wird der Christmas Customer Evening ausgerichtet.